# Omari Peterkin
Omari Peterkin (Saint Thomas, 29 dicembre 1983) è un ex cestista americo-verginiano.

## Carriera
Con le Isole Vergini Americane ha disputato due edizioni dei Campionati americani (2003, 2007).